# Nachtrapport
Nachtrapport is een hoorspel naar The Night Watchman’s Occurence Book van V.S. Naipaul. Het verhaal werd vertaald door Coos Mulder. De KRO zond het uit op dinsdag 6 juni 1978, van 21:00 uur tot 21:30 uur, in het programma Spektakel/Theater. De regisseur was Willem Tollenaar.

## Rolbezetting
- Dries Krijn (Cavander & Magnus)
- Bert Dijkstra (Inskip)
- Marius Monkau (Hillyard)

## Inhoud
Door een manager van een groot hotel wordt de neger Hillyard als nachtportier opgedragen een zo nauwkeurig mogelijk rapport op te maken van wat zich ’s nachts in het hotel afspeelt, en dat is nu niet bepaald een loflied op het gedrag van de blanke hotelgasten…